# Jaime de Marichalar y Sáénz de Tejada
Jaime de Marichalar y Sáénz de Tejada (ur. 4 lipca 1963 w Pampelunie) – hiszpański arystokrata, były członek hiszpańskiej rodziny królewskiej i książę de Lugo.
Czwarty z sześciu synów Don Amalio de Marichalar y Brugera, hrabiego de Ripalda (zm. 1979) i Doñi Concepción Sáez de Tejada y Fernández de Bobadilla (zm. 2014). 18 marca 1995 w Sewilli poślubił najstarszą córkę ówczesnego króla Hiszpanii - Jana Karola I Burbona i królowej Zofii Glücksburg, infantkę Helenę Burbon i uzyskał grzecznościowy tytuł Jego Ekscelencji Diuka de Lugo. Był jednym z mniej popularnych członków rodziny królewskiej - znanym z rozrywkowego trybu życia oraz konfliktów rodzinnych (m.in. sprzeciwiał się małżeństwu księcia Filipa Burbona z Letizią Ortiz Rocasolano). Rozpoczął (ale nie ukończył) studia w dziedzinie ekonomii. 13 listopada 2007 dwór podał oficjalną informację o separacji księżnej Lugo z mężem za obustronną zgodą. W listopadzie 2009 w mediach pojawiła się plotka o rozwodzie pary, która sprawdziła się w grudniu tego samego roku. 9 lutego 2010 rozwód został oficjalnie ogłoszony, a Jaime stracił tytuł i status członka rodziny królewskiej.
Jego dzieci zajmują pozycje nr 4 i 5 na liście pretendentów do tronu Hiszpanii (za córkami króla Filipa – Eleonorą i Zofią, oraz matką – infantką Heleną Burbon). Są to: 
- Don Felipe Juan Froilan (ur. 17 lipca 1998),
- Doña Victoria Federica (ur. 9 września 2000).